# Arvillard
Arvillard és un municipi francès situat al departament de la Savoia i a la regió d'Alvèrnia-Roine-Alps. L'any 2007 tenia 821 habitants.

## Demografia

### Població
El 2007 la població de fet d'Arvillard era de 821 persones. Hi havia 306 famílies de les quals 70 eren unipersonals (39 homes vivint sols i 31 dones vivint soles), 94 parelles sense fills, 114 parelles amb fills i 28 famílies monoparentals amb fills.
La població ha evolucionat segons el següent gràfic:
Habitants censats

### Habitatges
El 2007 hi havia 432 habitatges, 314 eren l'habitatge principal de la família, 74 eren segones residències i 45 estaven desocupats. 383 eren cases i 36 eren apartaments. Dels 314 habitatges principals, 237 estaven ocupats pels seus propietaris, 67 estaven llogats i ocupats pels llogaters i 10 estaven cedits a títol gratuït; 1 tenia una cambra, 13 en tenien dues, 55 en tenien tres, 84 en tenien quatre i 161 en tenien cinc o més. 230 habitatges disposaven pel capbaix d'una plaça de pàrquing. A 125 habitatges hi havia un automòbil i a 166 n'hi havia dos o més.

### Piràmide de població
La piràmide de població per edats i sexe el 2009 era:
| Homes | Edats   | Dones |
| ----- | ------- | ----- |
| 0     | 95 o +  | 4     |
| 0     | 90 a 94 | 0     |
| 0     | 85 a 89 | 4     |
| 0     | 80 a 84 | 0     |
| 24    | 75 a 79 | 8     |
| 8     | 70 a 74 | 20    |
| 20    | 65 a 69 | 24    |
| 20    | 60 a 64 | 20    |
| 20    | 55 a 59 | 12    |
| 36    | 50 a 54 | 20    |
| 20    | 45 a 49 | 20    |
| 40    | 40 a 44 | 28    |
| 40    | 35 a 39 | 36    |
| 16    | 30 a 34 | 32    |
| 16    | 25 a 29 | 20    |
| 13    | 20 a 24 | 4     |
| 16    | 15 a 19 | 8     |
| 28    | 10 a 14 | 12    |
| 32    | 5 a 9   | 24    |
| 16    | 0 a 4   | 40    |

## Economia
El 2007 la població en edat de treballar era de 515 persones, 387 eren actives i 128 eren inactives. De les 387 persones actives 362 estaven ocupades (206 homes i 156 dones) i 26 estaven aturades (9 homes i 17 dones). De les 128 persones inactives 41 estaven jubilades, 37 estaven estudiant i 50 estaven classificades com a «altres inactius».

### Ingressos
El 2009 a Arvillard hi havia 313 unitats fiscals que integraven 787 persones, la mediana anual d'ingressos fiscals per persona era de 18.273 €.

### Activitats econòmiques
Dels 37 establiments que hi havia el 2007, 4 eren d'empreses extractives, 2 d'empreses alimentàries, 4 d'empreses de fabricació d'altres productes industrials, 12 d'empreses de construcció, 1 d'una empresa de comerç i reparació d'automòbils, 2 d'empreses de transport, 2 d'empreses d'hostatgeria i restauració, 1 d'una empresa d'informació i comunicació, 1 d'una empresa immobiliària, 3 d'empreses de serveis, 4 d'entitats de l'administració pública i 1 d'una empresa classificada com a «altres activitats de serveis».
Dels 12 establiments de servei als particulars que hi havia el 2009, 1 era una oficina de correu, 2 paletes, 2 guixaires pintors, 3 fusteries, 1 lampisteria, 2 electricistes i 1 restaurant.
Dels 3 establiments comercials que hi havia el 2009, 1 era una botiga de menys de 120 m² i 2 fleques.
L'any 2000 a Arvillard hi havia 15 explotacions agrícoles que ocupaven un total de 81 hectàrees.

## Equipaments sanitaris i escolars
El 2009 hi havia una escola elemental.

## Poblacions més properes
El següent diagrama mostra les poblacions més properes.